# Cerodontha bistrigata
Cerodontha bistrigata är en tvåvingeart som beskrevs av Frey 1945. Cerodontha bistrigata ingår i släktet Cerodontha och familjen minerarflugor. Inga underarter finns listade i Catalogue of Life.